# Magyarország bukaresti nagykövetsége

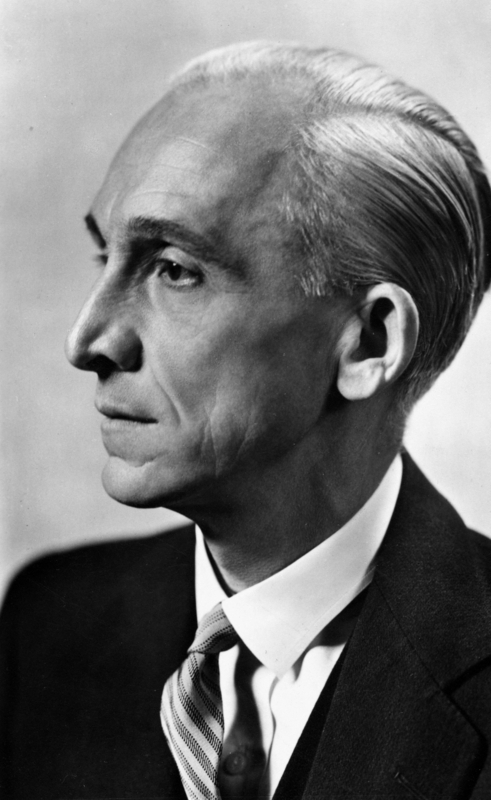
Bárdossy László

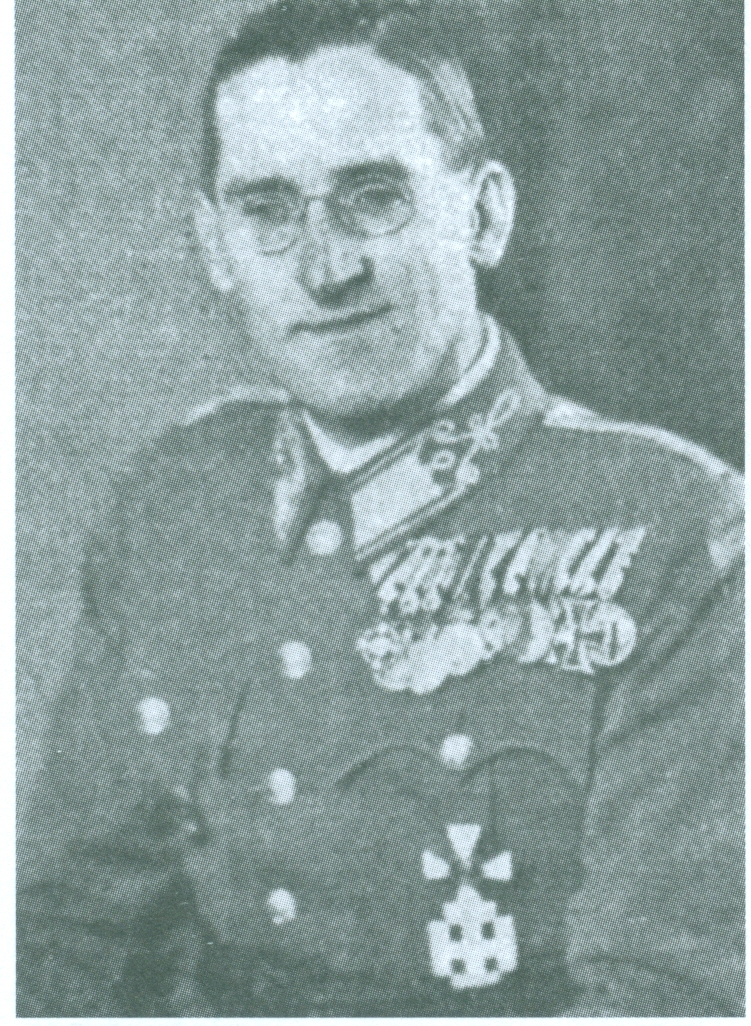
Nagy Géza bukaresti magyar katonai attasé 1932–35

Magyarország bukaresti nagykövetsége 1921 óta működik Románia fővárosában (1954-ig követségként). A nagykövetséghez tartozik az ugyancsak nagymúltú kolozsvári és a 2006-ban nyílt csíkszeredai főkonzulátus. A nagykövetség 2019-ben a strada Jean-Louis Calderon 63-65 szám alatt van, nagykövetünk 2013 óta Zákonyi Botond.

## Feladata, hatásköre
A nagykövetségek általános feladatkörének megfelelően a bukaresti misszió a két ország kapcsolatainak egyik legfontosabb intézménye, feladata a mindenkori magyar kormányok politikájának képviselete a fogadó országban. A konzuli szolgálat – mely a romániai nagykövetségétől eltérő helyszínen működik – feladata az állampolgárok ügyeinek intézése: útlevelek pótlása, beutazási engedélyek, haláleseti intézkedés stb.

## Története
1918 előtt az Osztrák–Magyar Monarchia diplomatái képviselték a magyar érdekeket Romániában, azonban a két ország egyre romló viszonya, majd Románia hadbalépése az antant oldalán a képviselet felszámolásához, és a diplomaták kiutasításához vezettek. A monarchia utolsó nagykövete a cseh származású Ottokar Czernin (később a monarchia külügyminisztere), első titkára a magyar Csáky Imre volt. A diplomaták 1916 őszén távoztak Romániából. A Magyar Királyság 1921 januárjában nyitotta meg követségét, első magyar követi kinevezésre 1921 nyarán került sor, amikor Rubidó-Zichy Iván lett a bukaresti magyar misszió vezetője (követi címét már 1920 végén megkapta). A követség a strada Boteanu 4. szám alatt volt. 1921 decemberében érkezett Bukarestbe Aichhorn Richárd hivatalvezető, hogy a repatriálási ügyeket segítse az engedélyek kiadásával a kolozsvári útlevélhivatalban. Ő ilymódon a későbbi kolozsvári konzulátus első vezetője volt.
A két világháború közti időszak meghatározó követe volt Bárdossy László, a háborús bűneiért kivégzett későbbi miniszterelnök, akit 1934. október 24-én neveztek ki Magyarország bukaresti követévé, ahol nagy tudása és korrekt viselkedése miatt a románok is tisztelettel és elismeréssel kezelték. A pozíciót külügyminiszteri tisztségbe lépéséig, 1941-ig töltötte be. A követség 1936-ban költözött át (akkori nevén) a strada Gogu Cantacuzino 65-be. Az utca neve időközben Jean-Louis Calderonra változott, de a követség mindmáig ugyanott van. A román kiugrás előtti utolsó nagykövetünk Hertelendy Andor volt, akit 1944 elején neveztek ki és augusztus 14-én mentettek fel.
A második világháborút követően az Ideiglenes Nemzeti Kormány már 1945 augusztusában szorgalmazta, hogy Romániában követséget nyissunk. A követi poszt betöltésére a Magyar Kommunista Párt is bejelentette igényét. A követség végül 1947. november 11-én nyílt meg, első vezetője Gyöngyössy István lett mint ügyvivő, első követünk pedig a kommunista Széll Jenő 1948. március 3-tól. Nagykövetséggé 1954. január 18-án emelték az intézményt, első nagykövetünk Pataki László, a rendszerváltás utáni első nagykövetünk pedig Rudas Ernő volt.
A 20.-21. század során hullámzóan alakuló magyar-román kapcsolatok hatásának mindig is szimbolikus helyszíne volt nagykövetségünk – hasonlóképpen Románia budapesti nagykövetsége is. Az évtizedek alatt számos tüntetés, bombariadó, de demonstratív szimpátiatüntetés is volt már az épület előtt. Így például 1990-ben a román média által felheccelt ezres nagyságrendű tömeg követelte, hogy a román-magyar határok ne változzanak meg. Szűts Pál nagykövet fogadta a tüntetők képviselőit és tájékoztatta őket, hogy határmódosításról nincs szó a két ország kapcsolatában, mire maguk a tüntetők hívták ki a román televíziót, hogy adjon hírt a helyzetet tisztázó magyar álláspontról. 2011-ben a Magyarországon akkor bevezetni tervezett új médiatörvény ellen demonstráltak – magyar kollégáikkal szolidaritást vállalva – román újságírók, egy évvel később azonban már román szélsőségesek tüntettek Füzes Oszkár akkori nagykövetnek a székely autonómiatörekvéseket támogató megszólalása miatt.

### Magyarország bukaresti követei és nagykövetei a második világháborútól a rendszerváltásig
- Gyöngyössy István dr. ideiglenes ügyvivő 1947-7-31; 1948-4-2
- Széll  Jenő követ 1948-3-3 (állomáshely elfoglalása); 1948-4-2 (megbízólevél átadása); 1950-2-8 (távozás)
- Kálló Iván követ 1950-2-8; ...; 1951-5-7
- Pataki László követ 1951-5-7 ...; nagykövet 1954-6-22; 1954-7-9; 1956-7-13
- Keleti Ferenc nagykövet 1956-7-13; ...; 1959-11-29
- Némety Béla nagykövet 1959-11-28; 1960-1-14; 1962-5-31
- Kuti  Jenő nagykövet 1962-5-31; 1962-7-11; 1965-2-24
- Vince József nagykövet 1965-2-25; 1965-3-17; 1969-11-6
- Martin Ferenc nagykövet 1969-11-6; 1969-12-10; 1974-10-18
- Biczó György dr. nagykövet 1974-10-18; 1974-11-5; 1978-10-5
- Rajnai Sándor nagykövet 1978-10-5; 1978-10-31; 1982-7-9
- Barity Miklós nagykövet 1982-7-9; 1982-9-17; 1985-10-1
- Szűts Pál nagykövet 1985-10-1; 1985-11-6; 1990-7-11[9]

## Kapcsolódó szócikk
- Magyarország és Románia kapcsolatai